# Theofanis Kakridis
Theofanis Ioannou „Fanis“ Kakridis (griechisch Θεοφάνης Ιωάννου Κακριδής; * 25. August 1933 in Athen; † 8. Januar 2019 ebenda) war ein griechischer Altphilologe.
Der Sohn des Altphilologen Ioannis Kakridis studierte Klassische Philologie an den Universitäten Thessaloniki, Mainz und Tübingen. Er wurde 1960 in Thessaloniki promoviert. Er war von 1959 bis 1964 in Tübingen als Dozent für neu- und altgriechische Sprache tätig. Im Jahre 1964 wurde er Professor für Klassische Philologie an der neu gegründeten Universität Ioannina, wo er bis zu seiner Emeritierung 2000 lehrte. Er war Präsident der staatlichen Stipendien-Stiftung und Vizepräsident des Pädagogischen Instituts des Bildungsministeriums. 
Seine wissenschaftlichen Interessen konzentrierten sich auf die epische Dichtung von Homer bis zu den späten Dichtern der griechisch-römischen Zeit und das attische Drama, insbesondere die attische Komödie. Neben seiner wissenschaftlichen Tätigkeit war Kakridis als Kolumnist und als Präsident des Zentrums für Odysseische Studien von Ithaka aktiv.

## Werke
Monographien
- Die Parataxis der Substantive bei Homer und im Homerischen Hymnus. 1960.

Herausgeberschaften
- Barbara Plautina. Neuaufl. Athen 1974.
- Quintus Smyrnaeus: Werke. 1962.
- Aristophanes: Die Vögel. 1974.